# Могильницкий, Адам Иванович
Адам Иванович Могильницкий (17 октября 1930, Лида, Новогрудское воеводство, Польская Республика — 2 марта 2011) — советский и белорусский государственный деятель, государственный советник юстиции 2-го класса.

## Биография
Родился в семье рабочих.
После окончания юридического факультета Белгосуниверситета в 1953 году был направлен на комсомольскую работу.
В 31 год возглавил партийную организацию Сморгонского района, а в 1962 году избран первым секретарём Гродненского городского комитета КП Белоруссии.
В 1971 году назначен прокурором Гродненской области.
В 1973—1984 годах — Прокурор Белорусской ССР.
Государственный советник юстиции 2 класса.
Умер 2 марта 2011 года.

## Награды
- два Ордена Трудового Красного Знамени.
- Орден «Знак Почёта»
- пять медалей